# Флорънс (окръг, Южна Каролина)
Вижте пояснителната страница за други значения на Флорънс.
Окръг Флорънс (на английски: Florence County) е окръг в щата Южна Каролина, Съединени американски щати. Площта му е 2082 km², а населението – 137 059 души (1 април 2020). Административен център е град Флорънс.